# گراخ
گراخ (به آلمانی: Gerach) یک شهر در آلمان است که در بامبرگ واقع شده‌است.